# Header Error Control
Header Error Control (HEC, auch Header Error Check) ist ein Prüfverfahren bei der Übertragungstechnik Asynchronous Transfer Mode (ATM), mit dem festgestellt wird, ob eine ATM-Zelle richtig empfangen wurde.
Dazu enthält der Kopf der ATM-Zelle (Header) im fünften und letzten Oktett, dem „HEC-Feld“, eine Fehlerkorrektursequenz. Diese entspricht einer Frame Check Sequence (FCS). Das HEC-Feld dient der Fehlererkennung und -behandlung des Zellkopfes. Es können damit Bitfehler erkannt werden. Liegt nur ein Bitfehler vor, kann dieser zudem behoben werden. Weiterhin dient das HEC-Feld der Prüfung, ob die Zellgrenzen im empfangenen Bitstrom richtig erkannt wurden. Der Empfänger berechnet beim Empfang laufend den zu erwartenden HEC-Wert und vergleicht diesen mit dem, den der Header der empfangenen Zelle hat. Stimmen die beiden Werte nicht überein, korrigiert er bei einem einzelnen Bitfehler zunächst den Zellheader beim Weitersenden der Zelle. Werden mehrere Bitfehler erkannt, wird die Zelle verworfen. Nach einigen aufeinander folgenden Fehlern geht der Empfänger davon aus, dass er die Synchronisation verloren hat und startet eine Neusynchronisation des Empfängers.